# Novoselîțea, Muncaci
Novoselîțea (în ucraineană Новоселиця) este un sat în comuna Iabluniv din raionul Muncaci, regiunea Transcarpatia, Ucraina.

## Demografie
Componența lingvistică a localității Novoselîțea
     Ucraineană (99,25%)
     Alte limbi (0,75%)
Conform recensământului din 2001, majoritatea populației localității Novoselîțea era vorbitoare de ucraineană (99,25%), existând în minoritate și vorbitori de alte limbi.